# Лондон 2019 (шаховий турнір)
Ло́ндон 2019 ( 2019 GCT Finals In London) — шаховий турнір, що проходить з 2 по 8 грудня 2019 року в Лондоні. Турнір є фінальним етапом серії Grand Chess Tour 2019 року.

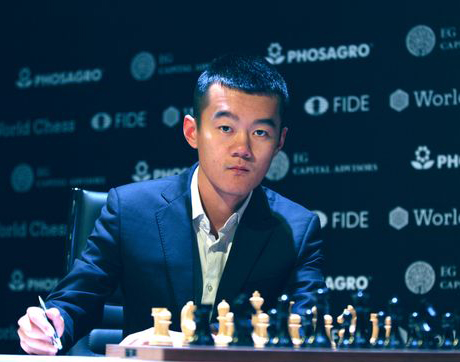
Дін Ліжень — переможець «Grand Chess Tour 2019»

За підсумками семи проведених етапів серії Grand Chess Tour 2019 року у фінальний турнір потрапили четверо шахістів: Магнус Карлсен, Дін Ліжень, Левон Аронян та Максим Ваш'є-Лаграв.
Переможцем турніру та серії «Grand Chess Tour 2019» став Дін Ліжень.

## Регламент
Турнір проводиться за нокаут-системою, переможці півфінальних пар зустрічаються у фіналі, переможені у матчі за 3-тє місце.
Кожен матч складається з 2-х партій із класичним контролем часу, 2-х швидких та 4-х блискавичних партій. За перемогу у класичній партії нараховується 6 очок, на нічию 3, у швидких — 4 та 2, у бліці — 2 та 1 очко. За поразку в усіх партіях не нараховуються очки. У випадку нічийного результату граються дві швидкі партії з контролем часу 10 хвилин + 5 секунд на хід, а при необхідності Армагеддон — 5 хвилин у білих проти 4 у чорних без додавання часу, нічия на користь чорних.
Контроль часу: класика — 130 хвилин на всю партію з додаванням 30 секунд на хід починаючи з 1-го, рапід — 25 хвилин + 10 секунд на хід, бліц — 5 хвилин + 3 секунди на хід.

### Учасники турніру
| - Магнус Карлсен ( Норвегія, 2872) — 1 - Дін Ліжень ( КНР, 2801) — 3 - Максим Ваш'є-Лаграв ( Франція, 2780) — 4 - Левон Аронян ( Вірменія, 2775) — 6 |

жирним  — місце в рейтингу станом на грудень 2019 року.

### Призовий фонд
Загальний призовий фонд становить 350 000 $.
| Місце | Призові   |
| ----- | --------- |
| 1     | 150 000 $ |
| 2     | 100 000 $ |
| 3     | 60 000 $  |
| 4     | 40 000 $  |

## Результати

### Півфінал
Півфінал, 2-4 грудня 2019 року
| Шахіст              | Рейтинг | К1 | К2 | Р1 | Р2 | Б1 | Б2 | Б3 | Б4 | Тай-брейк | Всього |
| ------------------- | ------- | -- | -- | -- | -- | -- | -- | -- | -- | --------- | ------ |
| Магнус Карлсен      | 2872    | 3  | 3  | 2  | 2  | 1  | 0  | 2  | 1  | ½         | 14½    |
| Максим Ваш'є-Лаграв | 2780    | 3  | 3  | 2  | 2  | 1  | 2  | 0  | 1  | 1½        | 15½    |
|                     |         |    |    |    |    |    |    |    |    |           |        |
| Левон Аронян        | 2775    | 3  | 3  | 0  | 0  | 1  | 0  | 0  | 2  |           | 9      |
| Дін Ліжень          | 2801    | 3  | 3  | 4  | 4  | 1  | 2  | 2  | 0  |           | 19     |

### Матч за 3-тє місце
Матч за 3-тє місце, 6—8 грудня 2019 року
| Шахіст         | Рейтинг | К1 | К2 | Р1 | Р2 | Б1 | Б2 | Б3 | Б4 | Тай-брейк | Всього |
| -------------- | ------- | -- | -- | -- | -- | -- | -- | -- | -- | --------- | ------ |
| Магнус Карлсен | 2872    | 6  | 3  | 0  | 4  | 1  | 2  | 1  | 0  |           | 17     |
| Левон Аронян   | 2775    | 0  | 3  | 4  | 0  | 1  | 0  | 1  | 2  |           | 11     |

### Фінал
Фінал, 6—8 грудня 2019 року
| Шахіст              | Рейтинг | К1 | К2 | Р1 | Р2 | Б1 | Б2 | Б3 | Б4 | Тай-брейк | Всього |
| ------------------- | ------- | -- | -- | -- | -- | -- | -- | -- | -- | --------- | ------ |
| Максим Ваш'є-Лаграв | 2780    | 3  | 0  | 0  | 2  | 2  | 2  | 1  | 2  |           | 12     |
| Дін Ліжень          | 2801    | 3  | 6  | 4  | 2  | 0  | 0  | 1  | 0  |           | 16     |